# 土曜リポート
『土曜リポート』（どようリポート）は、NHK総合テレビジョンにて1982年4月から1984年3月まで毎週土曜21:45 - 22:30に生放送された報道・教養番組である。

## 概要
同番組は『ニュースセンター9時』の週末補完番組であり、NHK報道部、全国の各地方放送局、国外の支局・通信部が全総力を挙げて、最近の現代社会に鋭いメスを入れたレポートを毎週1 - 2本程度紹介し、これについて取材した記者・アナウンサーと、スタジオキャスター（司会）を務めた柏倉康夫解説員との対談でさらに深く掘り下げるというものだった。